# Houck (Arizona)
Houck statisztikai település az USA Arizona államában, Apache megyében. Lakosainak száma 886 fő (2020. április 1.).
Houckban található volt a Fort Courage (az 1960-as évekbeli F Troop című televíziós sorozat díszletének másolata, amely a 66-os amerikai országút mentén turisztikai látványosság volt.

## Népesség
A település népességének változása:

| 2010 | 1 024 |
| 2020 | 886   |